# Middle Collegiate Church

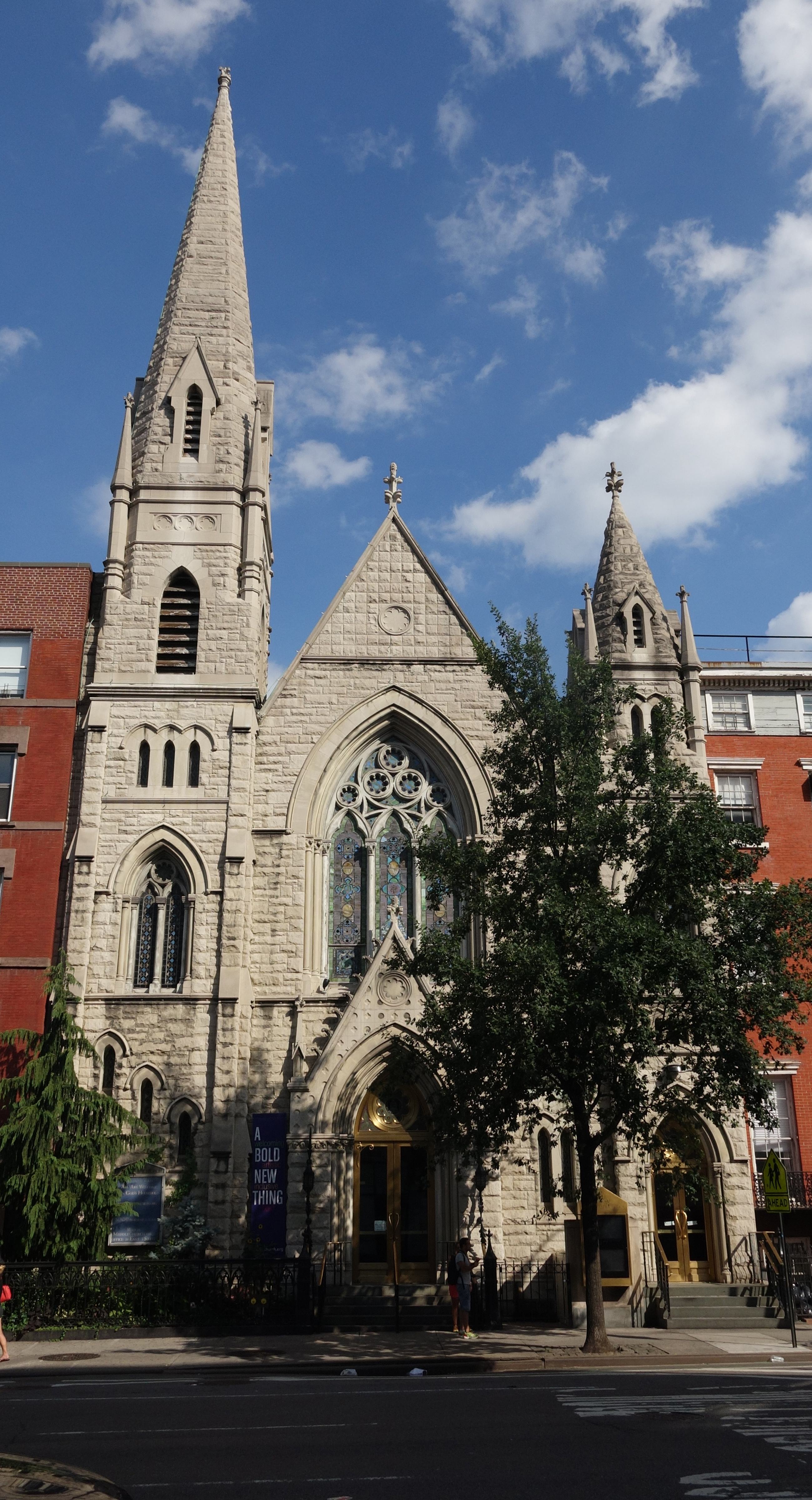
Middle Collegiate Church

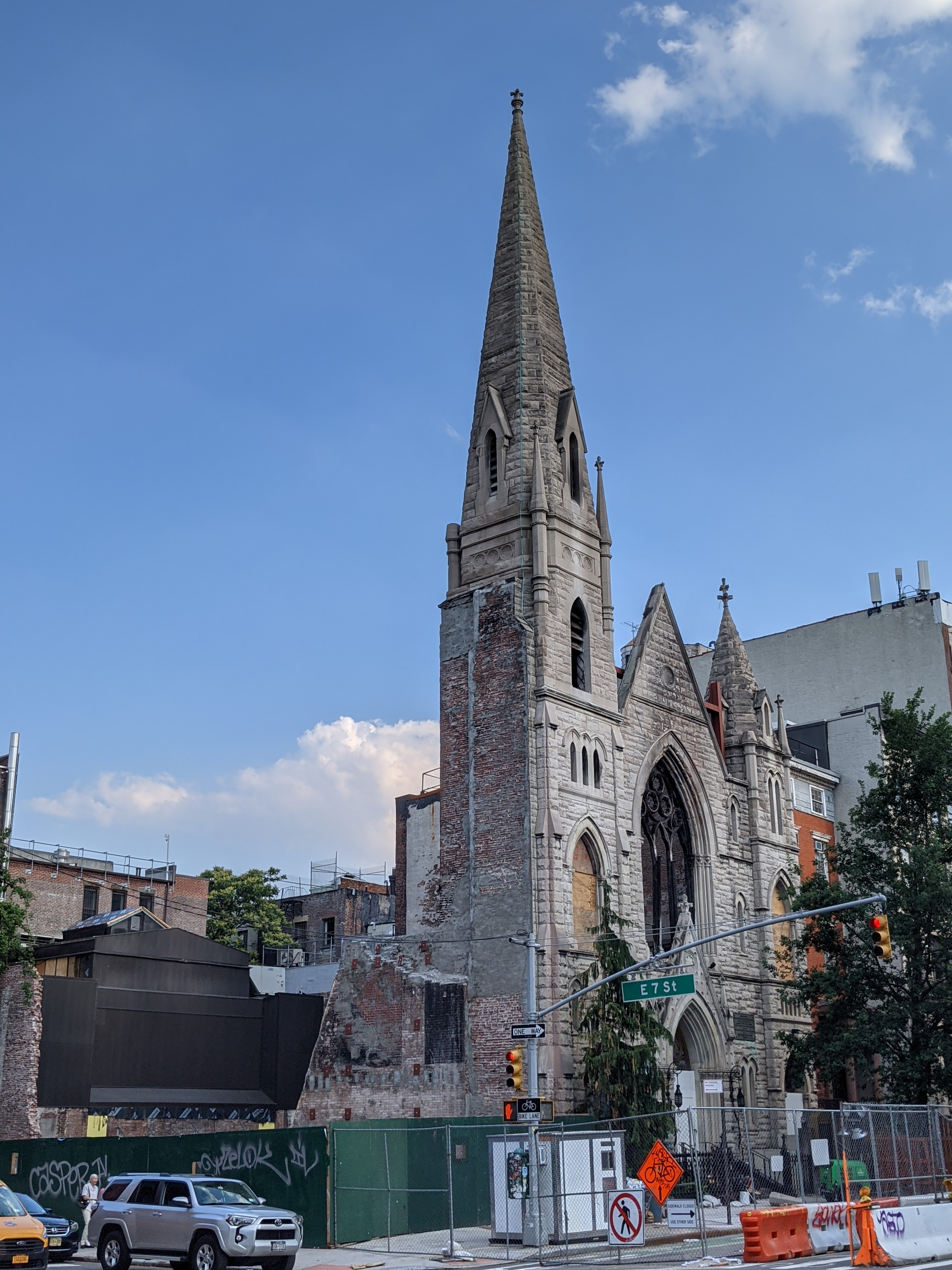
Zustand der Kirche 2021 nach dem Brand des Gotteshauses

Die Middle Collegiate Church ist eine reformierte Kirche in New York City in den USA. Die Kirchengemeinde ist verbunden mit der United Church of Christ und der Reformed Church in America.

## Lage
Der Sakralbau steht in die Häuserzeile eingepasst an der Ostseite der Second Avenue zwischen der 6th und der 7th Street im East Village von Manhattan.

## Vorgeschichte
Die „(Collegiate) Reformed Protestant Dutch Church of the City of New York“ gehört zur Reformed Church in America und wurde bereits im Jahr 1628 im damaligen Nieuw Amsterdam durch die niederländisch-reformierte Kirche gegründet, wodurch sie zu den ältesten bestehenden protestantischen Gemeinden in Nordamerika gehört. Anfangs wurden die Gottesdienste im Dachgeschoss der Getreidemühle abgehalten, dann erhielten die entstehenden Gemeinden erste Kirchbauten, die je nach Bedarf errichtet wurden.
Eine erste „Middle Collegiate Church“ wurde im Jahr 1731 in der Nassau Street in Manhattan errichtet und wurde somit Kirche einer Stadterweiterung. Durch den Amerikanischen Unabhängigkeitskrieg kam es zur Entweihung dieses ersten Baus, der nun als Gefängnis und Hospital sowie Reitschule diente. Danach war das Gebäude zeitweise erneut Kirche, bevor es im Jahr 1844 zur Hauptpost umfunktioniert wurde. Dies wurde möglich, nachdem die Second Middle Collegiate Church (auch Lafayette Place Middle Dutch Church) in den Jahren 1836 bis 1839 am Lafayette Place entstanden war. Dieser klassizistische Bau des Greek Revival wurde im Jahr 1887 aufgegeben. Die Gemeinde begab sich in den nächsten Kirchenbau, die in den Jahren 1869 bis 1872 errichtete Collegiate Church of St. Nicholas.

## Beschreibung
Das heutige Kirchengebäude wurde in den Jahren 1891 und 1892 nach Plänen des Architekten Samuel B. Reed errichtet und wird daher auch teilweise in Unterscheidung zu den Vorgängern als „New Middle Collegiate Church“ bezeichnet. Als besonders bedeutsam galten ihre Fenster, die von Louis Comfort Tiffany entworfen wurden, die aber bei dem Brand im Dezember 2020 zerstört wurden. Er schuf auch das Oberlicht am Übergang zu den Nebengebäuden. Die neugotische Kirche hat eine dreiteilige westliche Straßenfassade: links der Turm, zentral das Schiff mit einem großen neugotischen Fenster, in dem das Siegel-Emblem der „Dutch Church“ sowie jenes der „Collegiate Church“ zu sehen war, und rechts ein kleinerer Turm. Beide Türme besitzen Dachgauben und Fialen. Zahlreiche Öffnungen (Türen, Fenster, Schallöffnungen) gotischer Ausprägung finden sich über diese Fassade verstreut. Sie wird durch Gesimse gegliedert. Weitere Fassadendetails stellen Pilaster, Kapitelle und die Fensterrosen dar. Der 40 Meter  hohe Turm galt bei seiner Einweihung als eines der markantesten Bauwerke des Stadtviertels.
Im Innern wurde auf Säulen verzichtet. Stattdessen trägt Längsfachwerk in fünf Zwickeln die Holzdecke. Die Kanzel und der Abendmahlstisch bestehen aus Marmor und wurden im 18. Jahrhundert aus den Niederlanden hergebracht und kamen aus vorherigen Gotteshäusern New Yorks in die Kirche. Neben dem großen Westfenster beleuchten auch 16 Dachfenster das Innere, da es durch die Lage in der Häuserzeile keine klassischen Schiff-Fenster besitzt. Dennoch wurden solche imitiert, indem Tiffany seinen Freund Thomas Edison beauftragte, für zehn Fensterbilder von Heinrich Ferdinand Hofmann eine Hintergrundbeleuchtung zu schaffen, so dass Seitenfenster imitiert wurden. Diese Installation musste aber in den 1990er Jahren entfernt werden, da sie nicht mehr mit dem geltenden Baurecht vereinbar war. An den Wänden finden sich religiöse Zitate in Blattgold.
Zur Kirche, deren Grundstück L-förmig ist, gehört auch das Pfarrhaus an der 7th street sowie eine Sonntagsschule.

### Die Freiheitsglocke New Yorks
Die Glocke der Gemeinde gilt als „New York's Liberty Bell“ (deutsch Freiheitsglocke New Yorks), da sie im Jahr 1776 als erste Kirche der Stadt per Glockenläuten die Unabhängigkeitserklärung der Vereinigten Staaten verkündete. Sie wurde im Jahr 1729 in Amsterdam angefertigt und besaß einen besonderen Klang, da sie zum Teil aus Silbermünzen hergestellt wurde. In jedem der Kirchenbauten der Gemeinde wurde sie aufgehängt und so kam sie im Jahr 1950 in diese Kirche, nachdem die Collegiate Church of St. Nicholas abgerissen wurde. Die Glocke schlägt jeden Sonntag von 10.45 bis 11 Uhr sowie zu besonderen Anlässen, etwa bei der Amtseinführung US-amerikanischer Präsidenten sowie bei deren Tod. Auch am Jahrestag der Terroranschläge am 11. September 2001 läutet sie.

## Großbrand 2020
Am 5. Dezember 2020 kam es gegen 5 Uhr morgens Ortszeit in einem leerstehenden fünfstöckigen Nachbargebäude zu einem Brand, der auf die Kirche übergriff und diese weitgehend zerstörte. Der Altar wurde schwer beschädigt, wie die Pfarrerin mitteilte. Da die Kirche aufgrund der COVID-19-Pandemie in den Vereinigten Staaten zu diesem Zeitpunkt nicht genutzt wurde und Gottesdienste seit März 2020 im Internet stattfanden, bestand keine Gefahr für Leib und Leben. Bei dem Löscheinsatz wurden vier Feuerwehrleute leicht verletzt. Der Dachstuhl brannte komplett ab, die Tiffany-Fenster wurden zerstört. Die historisch bedeutsame Glocke überstand den Brand, obwohl das Feuer auch in den Turm eindrang. Das Kirchenschiff konnte nicht gerettet werden, so dass noch im Dezember 2020 ein Abrissantrag für dieses gestellt wurde, um die Kirche besser stabilisieren zu können. Turm und Straßenfassade sollen erhalten werden.